# 김세영 (배구 선수)
김세영(金洗瑩, 1981년 6월 4일 ~ )은 대한민국의 여자 배구 선수로 포지션은 센터이다. 현재 인천 흥국생명 핑크스파이더스 소속으로 뛰고 있다. 개명 전 이름은 김향숙으로, 2003년 현재의 이름 김세영으로 개명하였다.

## 약력
김세영은 부산광역시에서 김향숙이라는 이름으로 3녀 중 둘째로 태어났다. 김세영은 남성여자중학교 1학년 재학 중에 이미 또래에 비해 훨씬 큰 172cm의 키를 가지고 있었고, 이를 본 남성여자중학교 배구부 감독이 배구를 권유하면서 배구를 시작했다. 김세영은 주니어 대표팀 등을 거치며 성장해갔지만, 고등학교 때의 부진으로 같은 나이의 선수들과 함께 실업팀에 나서지 못하고 고등학교 3학년을 한 해 더 다녀야 했다. 실제로는 동갑인 같은 소속팀의 세터 김사니에게 '언니'라 부르는 것도 실업팀 입단 연차로 따지면 김세영이 김사니의 1년 후배가 되기 때문이다.
김세영은 실업팀 입단 당시 대한민국 여자배구 최장신 센터로 주목을 받았다. 2000년 12월 열린 2001년 여자 배구 신인 드래프트에서 한국담배인삼공사(현 대전 한국인삼공사)의 지명을 받아 전체 1순위로 입단하였다.
2001년부터 국가대표팀에 발탁되기 시작하여 2003년에 월드그랑프리 배구대회와 월드컵에 참가하였다. 2004년에는 아테네 올림픽 예선전에서 주전 센터로 출전하여 강호 러시아와의 경기에서 20득점을 기록하는 등 대한민국 여자배구 대표팀이 3회 연속으로 올림픽 본선에 오르는 데에 기여하였다. 대한민국 여자배구가 프로로 출범한 첫 시즌인 2005 시즌에서는 공격 성공률 순으로 수상자가 정해지는 공격상을 수상하기도 하였다.
하지만 김세영은 블로킹에는 강점이 있지만, 이동 공격이 부족하고 연타와 밀어넣기 등으로만 일관해 공격이 다소 소극적이라는 비판을 들어야 했다. 그러나 2006~2007 시즌 직후 처음 시행된 자유 계약 선수(FA)제도에서 FA 자격을 얻어 김세영은 소속팀 KT&G에 잔류하기로 결정했고, 도로공사에서 이적해 온 세터 김사니와 호흡을 맞추면서 2007~2008 시즌을 기점으로 플레이가 과감해졌다는 평을 듣기 시작하였다. 김세영의 활약 덕분에 KT&G는 이전 시즌 정규리그 최하위에서 준우승을 차지했고, 이후 진행된 연봉 계약에서 김세영은 억대 연봉자로 올라섰다. 2008~2009 시즌에는 자신의 정규리그 최고의 공격 성공률을 기록하고 있는 중이다. 11-12시즌을 마친 후 은퇴했지만 2014년 6월 복귀했다.
2017-18시즌이 끝난 후 FA 자격을 얻었으며, 원소속팀인 수원 현대건설 힐스테이트와 협상이 결렬되었다. 5월 14일에 센터가 필요했던 인천 흥국생명 핑크스파이더스와 1년 1억 5천만원에 계약을 맺었다.

## 개인 기록
| 시즌                             | 경기 수 | 세트 수 | 득점                   | 득점    | 득점  | 득점    | 득점      | 공격 성공률          |
| 시즌                             | 경기 수 | 세트 수 | 공격(시도)             | 2점후위 | 서브  | 블로킹  | 합계      | 공격 성공률          |
| -------------------------------- | ------- | ------- | ---------------------- | ------- | ----- | ------- | --------- | -------------------- |
| 2005 시즌                        | -       | -       | -                      | -       | -     | -       | -         | -                    |
| 정규리그 플레이오프 챔피언결정전 | 16 2 4  | 58 7 16 | 162(415) 14(52) 36(97) | 2 0     | 2 0 1 | 37 4 11 | 203 18 48 | 39.04% 26.92% 37.11% |
| 2005~2006 시즌                   | -       | -       | -                      | -       | -     | -       | -         | -                    |
| 정규리그 플레이오프              | 28 2    | 112 7   | 363(1061) 22(65)       | 39 2    | 2 0   | 78 7    | 482 31    | 34.21% 33.85%        |
| 2006~2007 시즌                   | -       | -       | -                      | -       | -     | -       | -         | -                    |
| 정규리그                         | 24      | 90      | 200(620)               | 4       | 3     | 52      | 259       | 32.26%               |
| 2007~2008 시즌                   | -       | -       | -                      | -       | -     | -       | -         | -                    |
| 정규리그 플레이오프              | 27 2    | 101 8   | 270(677) 11(49)        | 7 1     | 3 0   | 59 9    | 339 21    | 39.88% 22.45%        |
| 2008~2009 시즌                   |         |         |                        |         |       |         |           |                      |
| 정규리그 플레이오프              | 28      | 109     | 239(569)               | -       | 4     | 86      | 329       | 42.00%               |

※대한민국 V-리그 여자부에서는 백어택(후위 공격)에 2점을 부여하는 제도를 시행했던 적이 있어 공격 기록에서 백어택으로 획득한 득점을 따로 분리하여 '2점후위'로 기록하였다. 이 제도는 2008~2009 시즌에 사라졌다.

## 수상 경력

#### 국가대표팀
- 대한민국 여자 배구 국가대표팀 (2005-)
  - 아시안 게임
    -  준우승 (1회) : 2010

#### 개인 클럽
- 한국담배인삼공사/KT&G/대전 KGC인삼공사 (2000-2012)
  - V-리그
    - 챔피언결정전
      -  우승 (3회) : 2005, 2010, 2012

  - KOVO컵
    -  우승 (1회) : 2008

- 수원 현대건설 (2014-2018)
  - V-리그
    - 챔피언결정전
      -  우승 (1회) : 2016

  - KOVO컵
    -  우승 (1회) : 2014

- 인천 흥국생명 핑크스파이더스 (2018-)
  - V-리그
    - 챔피언결정전
      -  우승 (1회) : 2019

### 개인
- 2000년 제11회 전국중고대회 최우수선수상
- 2005년 2005 V-리그 공격상
- 2006년 2005~2006 V-리그 블로킹상
- 2009년 2008~2009 V-리그 블로킹상

## 참조 문서
1. ↑  “2010년 아시아 경기대회 대한민국 선수단 편람” (PDF). 대한체육회. 2017년 4월 4일에 확인함.
2. 1 2 3  김동욱 기자 (2008년 2월 1일). “스포츠 화제! 이사람/女배구 KT&G 김세영”. 동아일보. 2009년 3월 19일에 확인함.
3. ↑  주성원 기자 (2000년 12월 5일). “김향숙 담배공사 간다”. 동아일보. 2009년 3월 19일에 확인함.
4. ↑  차준철 기자 (2004년 5월 11일). “女배구, 아테네 9부능선 넘었다”. 경향신문. 2009년 3월 19일에 확인함.
5. ↑  남장현 기자 (2008년 7월 4일). “女 프로배구 억대 연봉시대…억대연봉자 9명”. 동아일보. 2009년 3월 19일에 확인함.